# Joseph Chaley (homme politique)
Pour les articles homonymes, voir Joseph Chaley.
Joseph, Camille Chaley, né le 29 septembre 1823 à Belley (Ain) et mort le 9 mars 1890 à Ceyzérieu (Ain), est un homme politique français.

## Biographie
Propriétaire, maire de Ceyzérieu, il est révoqué après la chute de Thiers, le 24 mai 1873. Conseiller vice-président du Conseil général de l'Ain, il est député de l'Ain de 1876 à 1881, siégeant à gauche. Il est l'un des 363 qui refusent la confiance au gouvernement de Broglie, le 16 mai 1877.

## Sources
- « Joseph Chaley (homme politique) », dans Adolphe Robert et Gaston Cougny, Dictionnaire des parlementaires français, Edgar Bourloton, 1889-1891 [détail de l’édition]